# تی‌دی امریترید
تی‌دی امریترید (انگلیسی: TD Ameritrade) شرکت خدمات مالی آمریکایی است، که در زمینه مبادلات اوراق بهادار، ارائه خدمات کارگزاری بازار سهام و معامله‌گری در بازار بورس نیویورک، همچنین مدیریت سرمایه‌گذاری، ارائه خدمات و مدیریت صندوق‌های سرمایه‌گذاری و صندوق‌های قابل معامله در بورس فعالیت می‌کند.
این شرکت در سال ۱۹۷۱ توسط جو ریکتس تأسیس شد و در سال ۲۰۱۹ به ارزش ۲۶ میلیارد دلار توسط شرکت چارلز شواب کورپوریشن خریداری شد و هم‌اکنون به‌عنوان زیرمجموعه‌ای از شواب فعالیت می‌کند. دفتر مرکزی شرکت تی‌دی امریترید در شهر اوماها، نبراسکا قرار دارد و بخشی از سهام آن در بازار بورس نیویورک معامله می‌شود.